# Ammotrechidae
Ammotrechidae este o familie de solifuge răspândite în cele două Americi și pe insulele Caraibe. Familia include 22 de genuri descrise și cel puțin 83 de specii. Membrii acestei familii se pot distinge de membrii altor familii prin lipsa ghearelor pe tarsul primelor membre locomotoare, pedipalpii sunt înzestrați cu țepi lateroventrali, iar masculii au câte un flagel imobil  pe  fiecare chelicer. Propeltidiul la Ammotrechidae este încovoiat (Roewer, 1934).

Ammotrechidae locuiesc în regiunile aride, pe stânci. Ele sunt animale carnivore care se hrănesc cu alte nevertebrate. Ammotrechidae au o rată ridicată a metabolismului, de aceea sunt prădători foarte lacomi (Muma, 1966). La unele specii a fost observat canibalismul (Muma, 1967). Ammotrechidae sapă vizuini, puțin adânci, pentru protecție și pentru a depune ouă (Muma, 1966).

Speciile care se găsesc în America de Nord, ajung în lungime până la 2 cm. Ele sunt considerate benefice pentru că se hranesc cu scorpioni, păianjeni și termite. Unele specii sunt nocturne.

## Sistematica
Această familie se divide în 5 subfamilii și 22 genuri.
- Ammotrechinae:
  - Ammotrecha Banks, 1900 — Chile, SUA (9 specii);
  - Ammotrechella Roewer, 1934 — America Centrală și de Sud (13 specii);
  - Ammotrechesta Roewer, 1934 —  America Centrală (5 specii);
  - Ammotrechinus Roewer, 1934 — Haiti, Jamaica (1 specie)
  - Ammotrechona Roewer, 1934 — Cuba (1 specie);
  - Ammotrechula Roewer, 1934 — din Ecuador până în SUA (12 specii);
  - Antillotrecha Armas, 1994 — Republica Dominicană (2 specii);
  - Campostrecha Mello-Leitão, 1937 — Ecuador (1 specie);
  - Dasycleobis Mello-Leitão, 1940 — Argentina (1 specie);
  - Neocleobis Roewer, 1934 — Galapagos (1 specie;)
  - Pseudocleobis Pocock, 1900 — America de Sud (20 specii).
- Mortolinae:
  - Mortola Mello-Leitão, 1938 — Argentina (1 specie).
- Nothopuginae:
  - Nothopuga Maury, 1976 — Argentina (2 specii).
- Oltacolinae:
  - Oltacola Roewer, 1934 — Argentina (4 specii).
- Saronominae:
  - Branchia Muma, 1951 — Mexic, SUA (3 specii);
  - Chinchippus Chamberlin, 1920 — Peru (2 specii);
  - Innesa Roewer, 1934 — Guatemala (1 specie);
  - Procleobis Kraepelin, 1899 — Argentina (1 specie);
  - Saronomus Kraepelin, 1900 — Columbia, Venezuela (1 specie).
- Subfamilie nedenumită:
  - Chileotrecha Maury, 1987 — Chile (1 specie);
  - Eutrecha Maury, 1982 — Venezuela (1 specie);
  - Xenotrecha Maury, 1982 — Venezuela (1 specie);
  - † Happlodontus proterus Poinar & Santiago-Blay, 1989 —  fosilă: Miocen (1 specie).